# Abby Elliott
Abby Elliott (Wilton, 16 giugno 1987) è un'attrice e comica statunitense.

## Carriera
Elliott ha frequentato corsi di recitazione comica presso The Groundlings e ha iniziato a formarsi e a esibirsi in vari spettacoli di sketch comedy all’Upright Citizens Brigade Theatre (UCB) di Los Angeles.
Nel 2006, Elliott è apparsa con ruoli secondari nei pilot delle sitcom You’ve Reached the Elliotts e Chrissy: Plain & Simple, entrambe interpretate da suo padre, Chris Elliott. Durante il periodo all’UCBT, si è esibita regolarmente con il gruppo di sketch The Midnight Show. Ha anche occasionalmente fatto spettacoli comici con la sorella Bridey. Prima di entrare nel cast del Saturday Night Live, Elliott aveva prestato la voce per alcuni episodi di King of the Hill e Minoriteam. È apparsa anche in diversi sketch del Late Night with Jimmy Fallon, come “Jersey Floor” e “Studio 6-Bee”.
Elliott ha debuttato al cinema con un piccolo ruolo nel film No Strings Attached, e in seguito ha avuto ruoli secondari nei film High Road e Fun Size.
Dopo aver lasciato il Saturday Night Live nel 2012, Elliott è apparsa come guest star in serie televisive come 2 Broke Girls, How I Met Your Mother, Happy Endings e Inside Amy Schumer. Dal 2015 al 2017 ha recitato come co-protagonista nella serie Odd Mom Out trasmessa da Bravo. Nel 2020 ha recitato nella sitcom Indebted con Fran Drescher, in onda su NBC.
Nel 2022, Elliott si è unita al cast della commedia drammatica The Bear, prodotta da Hulu, interpretando la sorella di uno chef tormentato che torna a casa per gestire il ristorante in fallimento del fratello defunto. La prima stagione ha ricevuto ampi consensi dalla critica e ha vinto numerosi premi. Anche la seconda stagione ha avuto un’accoglienza simile, e l’interpretazione di Elliott, in un ruolo ampliato, le è valsa una candidatura alla 81ª edizione dei Golden Globe come Miglior Attrice non Protagonista in una Serie, Miniserie o Film per la televisione.

## Filmografia

### Cinema
- Amici, amanti e... (No Strings Attached), regia di Ivan Reitman (2011)
- Fun Size, regia di Josh Schwartz (2012)
- Life Partners, regia di Susanna Fogel (2014)
- Tartarughe Ninja (Teenage Mutant Ninja Turtles), regia di Jonathan Liebesman (2014)
- Un'altra scatenata dozzina (Cheaper by the Dozen), regia di Gail Lerner (2022)

### Televisione
- Saturday Night Live – sketch comedy show, 81 episodi (2008-2012)
- 2 Broke Girls – serie TV, episodio 2x09 (2012)
- Happy Endings – serie TV, episodio 3x15 (2013)
- How I Met Your Mother – serie TV, 5 episodi (2013-2014)
- Inside Amy Schumer – sketch comedy show, episodi 1x03 e 2x03 (2013-2014)
- Odd Mom Out – serie TV, 30 episodi (2015-2017)
- Difficult People – serie TV, episodio 2x05 (2016)
- Search Party – serie TV, episodio 5x09 (2021)
- The Bear – serie TV (2022-presente)

## Riconoscimenti
- Golden Globe
  - 2024 – Candidatura per la miglior attrice non protagonista in una serie per The Bear
- Screen Actors Guild Award
  - 2023 – Candidatura per il miglior cast in una serie commedia per The Bear
  - 2024 – Miglior cast in una serie commedia per The Bear

## Doppiatrici italiane
Nelle versioni in italiano delle opere in cui ha recitato, Abby Elliott è stata doppiata da:
- Cristina Poccardi in Fun Size
- Jasmine Laurenti in How I Met Your Mother
- Roberta De Roberto in Tartarughe Ninja
- Giulia Catania in Un'altra scatenata dozzina
- Lavinia Paladino in The Bear

Da doppiatrice è sostituita da: 
- Laura Amadei in Marco e Star contro le forze del male
- Melissa Maccari in Home - Le avventure di Tip e Oh
- Giada Bonanomi in Ugly Americans